# Brilliant cresylblauw
Brilliant cresylblauw is een chemische stof die gebruikt wordt om levende reticulocytcellen te kleuren.
Het heeft als chemische formule (C17H20ClN3O)2·ZnCl2.

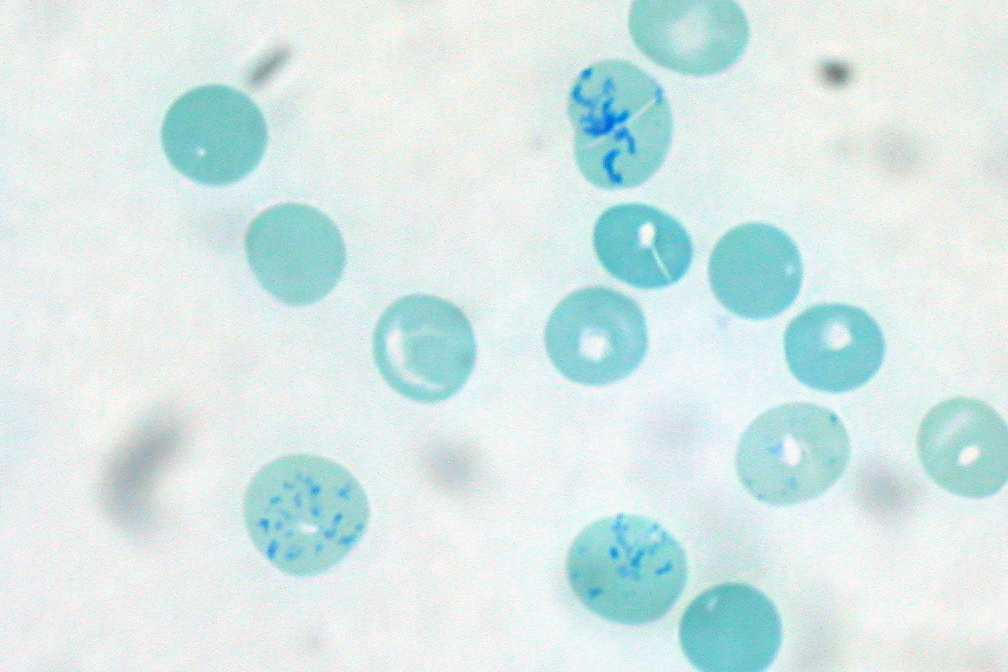
Gekleurde bloedcellen